# August Chełkowski

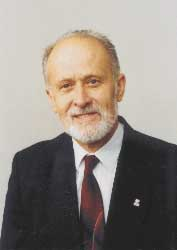
August Chełkowski

August Chełkowski (* 2. Februar 1927 in Telkwice bei Sztum; † 31. Oktober 1999 in Warschau) war ein polnischer Physiker, Hochschullehrer und Politiker (Solidarność).

## Leben
Chełkowski schloss 1952 sein Physikstudium ab, 1959 wurde er promoviert und 1963 habilitierte er sich an der Adam-Mickiewicz-Universität Posen, wo er bis 1965 einen Lehrauftrag hatte. Nach dem Wechsel auf den Außenstandort der Jagiellonen-Universität in Kattowitz, der sich 1968 als Schlesische Universität verselbstständigt hatte, wurde er dort 1973 als außerordentlicher Professor und 1990 als Ordinarius berufen. 1968 bis 1972 war er zudem Dekan der Fakultät für Mathematik, Physik und Chemie, seit Januar 1981 Prorektor und seit September 1981 Rektor der Universität. Seit September 1980 war er Mitglied der Gewerkschaft Solidarność. Nach dem Ausrufen des Kriegsrechts wurde er interniert und im Januar 1982 des Rektoramtes enthoben. Nach der Reaktivierung der Solidarność wurde er 1989 zum Senat der Republik Polen gewählt, dem er bis zu seinem Tod angehörte und war zudem 1991 bis 1993 Senatsmarschall.
2009 wurde er postum mit dem Komturkreuz mit Stern der Polonia Restituta ausgezeichnet. Nach Chełkowski wurde das Institut für Physik der Schlesischen Universität sowie eine Straße in Kattowitz benannt.
Chełkowski war verheiratet und hatte eine Tochter und vier Söhne.